# Lucio Venna
Lucio Venna, pseudonimo di Giuseppe Landsmann (Venezia, 28 dicembre 1897 – Firenze, 4 settembre 1974), è stato un pittore italiano, esponente del movimento futurista.

## Biografia
Giuseppe Landsmann (in arte Lucio Venna), primogenito di cinque fligli, da Giovanni  Battista, commerciante veneziano di origine austriaca, e Luigia Zanette, di Vittorio Veneto, nasce a Venezia il 28 dicembre del 1897.
Appena quindicenne abbandona la città lagunare e la famiglia, con la ferma convinzione di dedicarsi alla pittura, e nel maggio del 1912 approda nella ricca e culturalmente dinamica Firenze d'inizio secolo.
Nel 1913 conosce il pittore Emilio Notte (l'incontro è probabilmente riferibile alla celebre serata futurista avvenuta al Teatro Verdi, nel dicembre dello stesso anno) che lo avvia alla pittura.
Emilio Notte, che è cegliese di nascita ma veneto di famiglia, anch'egli da un anno a Firenze e residente a Prato dal 1907, nonostante la giovane età (era nato nel 1891), assume tacitamente il ruolo di maestro, che in seguito si risolve in un legame di salda amicizia e di privilegiata collaborazione.

## Il periodo futurista
Nel capoluogo toscano si tiene fra il 1913 e il '14, presso la Libreria Gonnelli, la storica esposizione di Lacerba con i pittori futuristi della prima ondata, capitanati da Filippo Tommaso Marinetti. E Venna – come altri giovani artisti fiorentini, o di adozione, quali Ottone Rosai, Primo Conti, Neri Nannetti, Achille Lega, lo stesso Notte, ecc. – si identifica immediatamente in quelle istanze e rivelazioni radicali.
Venna aderisce al movimento tra il 1914 ed il '15, mediatore Marinetti, e subito si mette in contatto con Boccioni, al quale invia i primi dipinti futuristi.
Nel 1916 collabora come attore e aiuto-regista al film Vita futurista, di Arnaldo Ginna. Intanto il legame con Emilio Notte appare sempre più saldo e, nello stesso anno, i due artisti elaborano una bozza del Manifesto Futurista Antiastrattista che rimarrà, però, inedito.
L'anno successivo Notte e Venna firmano sulle pagine de “L'Italia Futurista”, il manifesto Fondamento Lineare Geometrico (Al genio ed ai muscoli degli incrollabili amici pittori futuristi).
Nel 1917 Venna è ormai parte integrante del gruppo futurista della Pattuglia Azzurra e collabora, con parolibere e disegni, a “L'Italia Futurista”, diretta da Emilio Settimelli e da Bruno Corra.
A Roma, durante il servizio militare, frequenta Giacomo Balla e Fortunato Depero, e lavora alla CINES.
Nel febbraio del 1918 elabora ancora con Notte un progetto per un altro manifesto futurista che resterà anch'esso inedito.
Tra il 1918 e il 1920 collabora con alcuni disegni alla rivista “Roma Futurista” e, in modo più saltuario, a Dinamo e al giornale “I nemici d'Italia”.
La Grande Esposizione Nazionale Futurista, promossa da Marinetti nel 1919 a Milano (Galleria Centrale di Palazzo del Cova), lo vede presente con diciassette opere.
Nella città lombarda conosce Achille Funi e Alberto Martini con i quali instaura un rapporto di stima e di amicizia. I tre artisti partecipano poco dopo (1920) al soggiorno artistico offerto dall'industriale Piero Preda nella villa di Rovenna, sul lago di Como.
Nel 1920 è con i fondatori della rivista dadaista “Bleu”.
Sempre nel 1920 esegue una serie di vignette e illustrazioni sulle pagine de “La testa di ferro”. È l'ultimo atto ufficiale della militanza di Lucio Venna.

## La stagione dell'arte cartellonistica
Nel 1922 l'artista ha già abbandonato la pittura; deluso e avvilito per le sorti del sogno futurista, ormai pressato dai venti del ritorno all'ordine, inizia a disegnare i primi cartelli pubblicitari sollecitato – sembra – dall'amico Emilio Notte.	
Rientra a Firenze ed apre uno studio pubblicitario in Borgo Albizi dedicandosi a tempo pieno all'arte cartellonistica. In quindici anni di lavoro (1922-1937) disegnerà un centinaio di manifesti e moltissime locandine; pieghevoli, copertine per riviste, calendari, numerosi marchi aziendali, ecc., apportando anche in questa attività l'esperienza futurista e trasferendola con una prestigiosa qualità creativa e formale nelle Creazioni Venna. Insieme ad altri protagonisti degli anni '20, quali Sepo, Nizzoli, Depero, Cassandre, contribuirà al rinnovamento del cartellone pubblicitario europeo.
Alla fine del 1937 interrompe il mestiere di cartellonista, riprendendolo solo occasionalmente negli anni successivi, per ritornare qualche anno dopo alla pittura.
Fra il 1938 ed i primi anni Quaranta, Lucio Venna assume la direzione tecnico-artistica della “Scena Illustrata” (antica rivista fiorentina fondata da Pilade Pollazzi) e realizza una serie di copertine per il mensile e l'annuario dell'Almanacco e per alcuni libri.
La ripresa della pittura è definitiva fino all'anno della sua scomparsa (avvenuta a Firenze il 4 settembre del 1974); ma l'ultimo ventennio dell'artista si concentrerà soprattutto sulle pietre e sugli zinchi litografici dello studio di piazza Savonarola e sulle lezioni cartellonistiche all'Istituto d'Arte fiorentino.

## Lucio Venna nei musei
- Museo Novecento di Firenze
- MIG, Museo Internazionale della Grafica, Castronuovo Sant'Andrea (PZ)